# Lockpicking

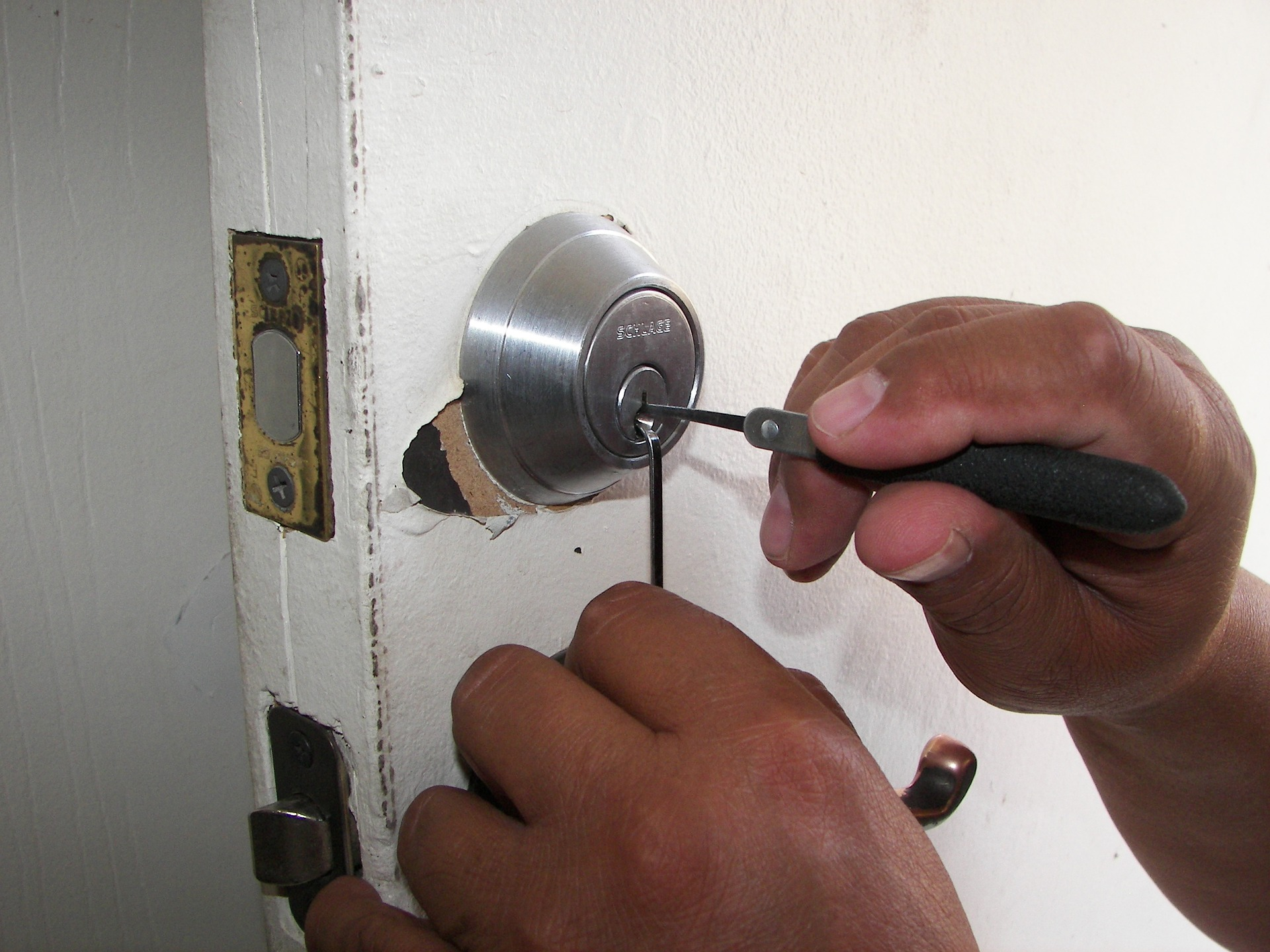
Lockpicking zamka w drzwiach

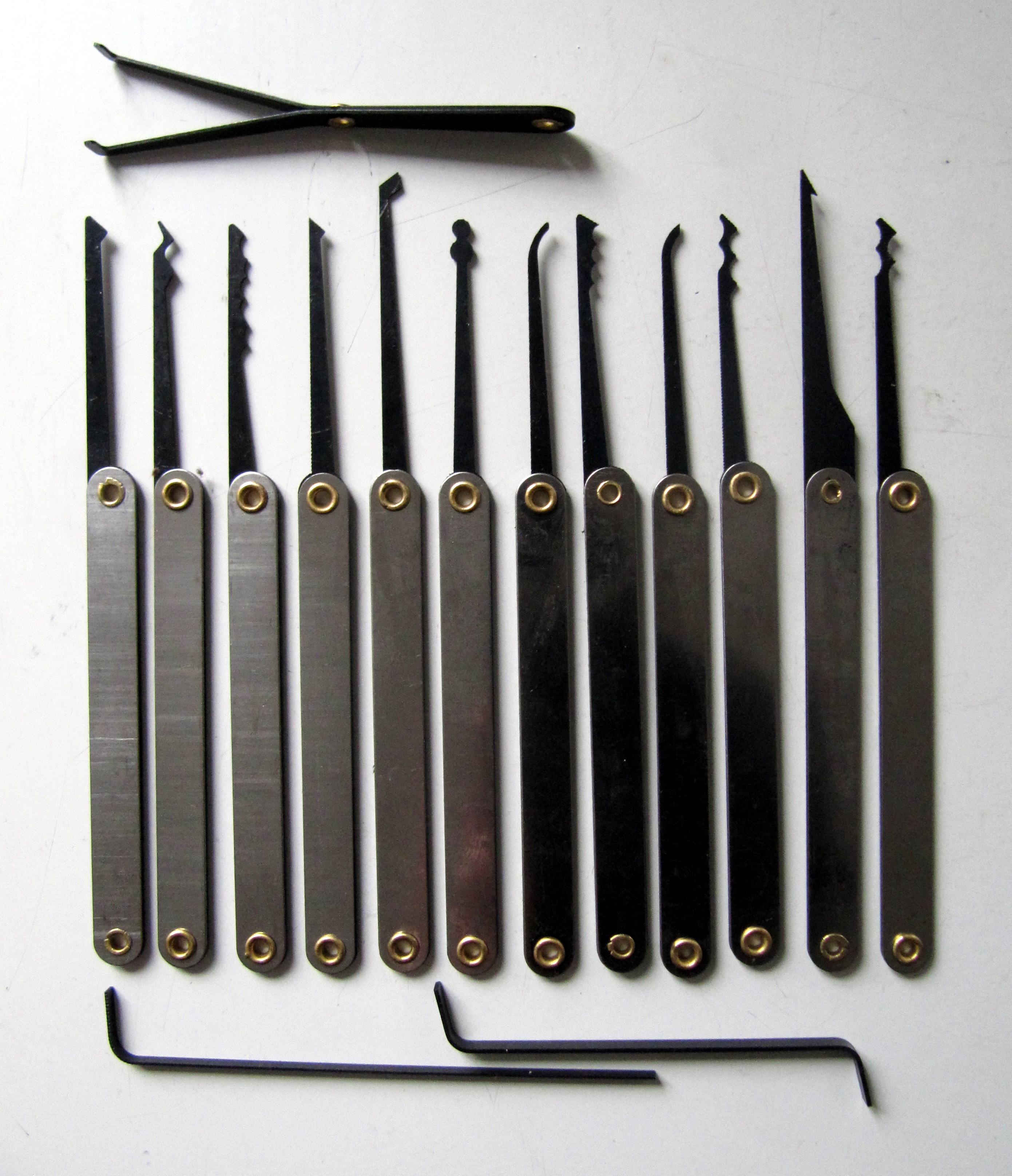
Zestaw wytrychów

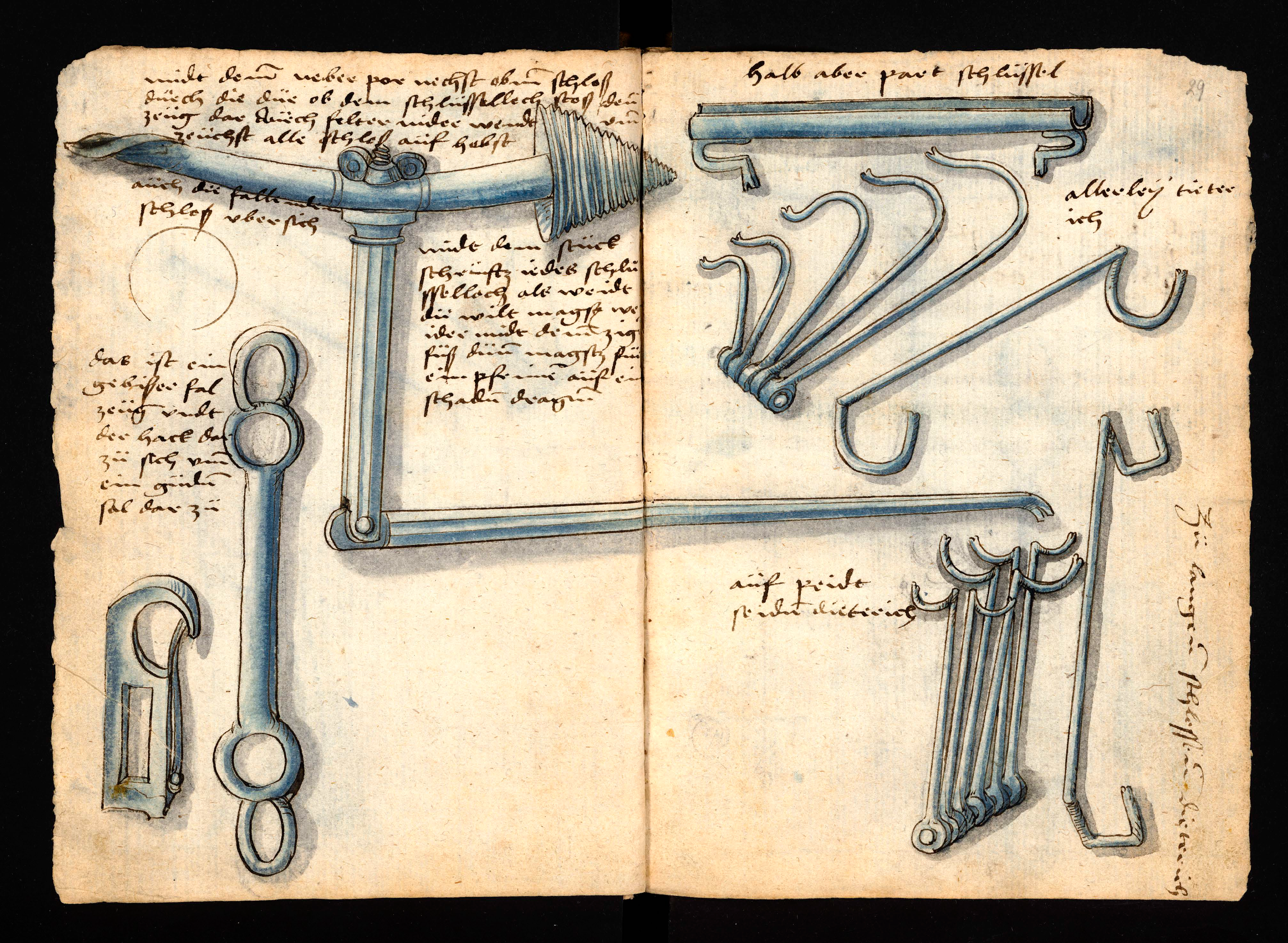
Różne wytrychy i narzędzia do otwierania i łamania zamków z Codex Löffelholz, Norymberga 1505

Lockpicking – angielski termin określający sztukę manipulacji zamkiem za pomocą odpowiednio dobranych narzędzi (takich jak np. wytrych) w celu niedestrukcyjnego otwarcia mechanizmu bez użycia klucza. Ze względu na sposób funkcjonowania zamków lub niedoskonałości projektowe i produkcyjne, jest to zwykle zadanie zdecydowanie prostsze, niż wynikałoby z oszacowania liczby kombinacji dostępnych kluczy.
Lockpicking jest często wykorzystywany przez ślusarzy wzywanych do pomocy w przypadku utraty klucza lub awarii, jak również  do celów kradzieży przez złodziei. Istnieją też grupy hobbystycznie i sportowo zajmujące się otwieraniem posiadanych przez siebie zamków (m.in. The Open Organisation of Lockpickers).
W Polsce, zgodnie z art. 129 § 1 Kodeksu wykroczeń, posiadanie lub wyrabianie wytrychów przez osoby nietrudniące się zawodem, w którym jest to niezbędne, jest karalne. Dzieje się tak niezależnie od przeznaczenia wytrychów lub intencji ich posiadacza.